# Glasgow Trophy
O Glasgow Trophy é um torneio tênis, que faz parte da série ATP Challenger Tour, realizado dede 2018, em piso duro, em Glasgow, Reino Unido.

## Edições

### Simples
| Ano  | Campeões    | Finalistas | Placar             | Ref   |
| ---- | ----------- | ---------- | ------------------ | ----- |
| 2018 | Lukáš Lacko | Luca Vanni | 4–6, 7–6(7–3), 6–4 | [ 1 ] |

### Duplas
| Ano  | Campeões                          | Finalistas                 | Placar   | Ref   |
| ---- | --------------------------------- | -------------------------- | -------- | ----- |
| 2018 | Gerard Granollers Guillermo Olaso | Scott Clayton Jonny O'Mara | 6–1, 7–5 | [ 1 ] |